# تپه بیبینوی
تپه بیبینوی (به لاتین: Bibinoi Hill) یک آتشفشان چینه‌ای در اندونزی است. تپه بیبینوی ۹۰۰ متر بالاتر از سطح دریا واقع شده‌است.